# Johann David von Starck

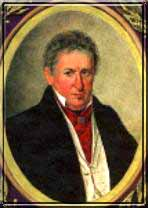
Johann David Starck

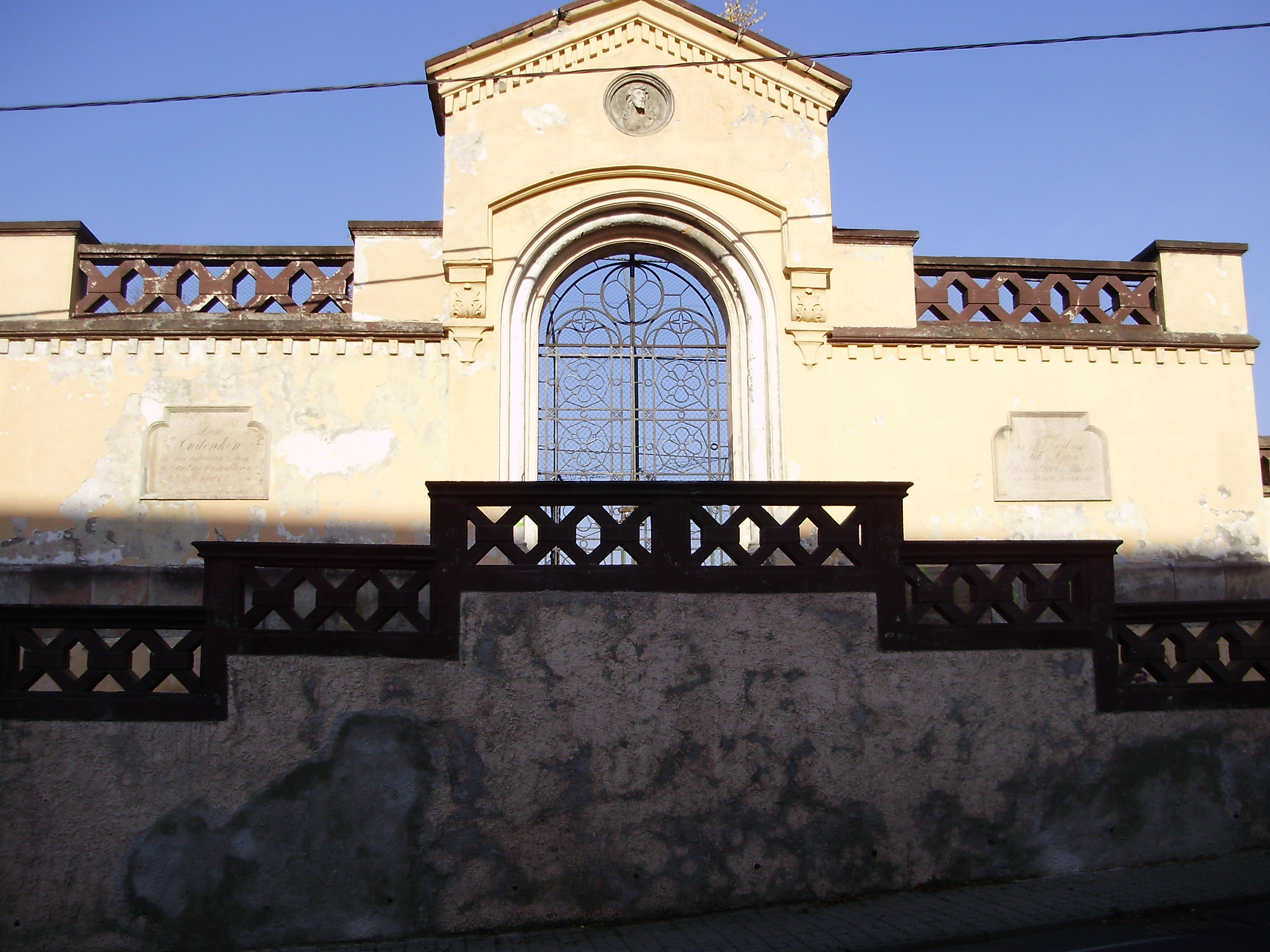
Familiengrab in Staré Sedlo

Johann(es) David Starck, ab 1837 Edler von Starck (* 3. Mai 1770 in Graslitz; † 10. November 1841 in Prag) war ein böhmischer Montanunternehmer und Großindustrieller.

## Herkunft
Die Familie der Starck in Graslitz soll einst aus Nürnberg gekommen sein, welches bezweifelt wurde. Forschungen ergaben, dass der Familienname der Starck (Stark) 1337 in Prag, 1395 im Egerland und in Graslitz erstmals 1552 mit einem Balzer Stark nachweisbar ist.

## Leben
Der Sohn des Josef Carl Starck (1728–1807) und der Rosalia, geborene Riedl (1741–1803), aus Graslitz Nr. 86, welcher eine Branntweinbrennerei und einen Handelsbetrieb hatte und auch als Hausweber tätig war, lernte als Weinhändler auf den Märkten in Sachsen erste unternehmerische Schritte. In der Gegend von Plauen im Vogtland lernte er die Spitzenfabrikation und Mousselinweberei kennen, welche er später in Graslitz einführte. 1792 heiratete Johann David Starck Marie Magdalena Riedl. Sein jüngerer Bruder Friedrich Karl Starck (1773–1828) errichtet in Graslitz die erste Baumwollgarnspinnerei, noch mit Handbetrieb, dessen Sohn Josef Karl ließ auf Maschinenbetrieb umstellen. Der Sohn von Josef Karl Starck, Franz Josef wurde Direktor der Spinnfabrik in Leibitschgrund bei Wildstein, erwarb das Gut Haberspirk bei Falkenau an der Eger und brachte es zu einem beachtlichen Vermögen.
Zur Herstellung des zum Bleichen erforderlichen Vitriolöls errichtete Starck 1793 in der alten Gießerei in Silberbach eine Vitriolfabrik. Damit begann sein Einstieg in die Herstellung chemischer Produkte. Nach dem Erwerb von Kohlenbergwerken errichtete Starck Teerfarbenwerke. Starck betrieb u. a. zwei Mineralwerke in Davidsthal und Altsattl sowie eine Fabrik für Ruß, Farben und Naphthalin in Unter Reichenau. Im Jahre 1810 erwarb er das Gut Schönlind, vier Jahre später kaufte er das benachbarte Gut Tiefengrün hinzu. Weiterhin besaß er Betriebe in Haberspirk, mehrere Kohlebergwerke im Falkenauer Becken, weitere Bergwerke und Fabriken im Pilsner Kreis bei Božkov, Kaznau, Třemošná, Žichlice sowie seit den 1820er Jahren eine Glasfabrik und Chemische Fabrik in Stupno. 1823 ließ er bei Christinenthal (Kristiánov) eine Schwefelerzgrube aufschließen, die bis 1830 betrieben wurde. 1830 war Starck einer der reichsten Männer des Karlsbader Kreises.
Starck wurde am 10. Februar 1837 für seine Verdienste in den erblichen österreichischen Adelstand als Edler von Stark erhoben. In den Werken der Starck´schen Unternehmen waren 3000 Arbeiter beschäftigt. Für seine Beschäftigten in Zwodau ließ der Unternehmer die Starck`sche Kolonie erbauen.
1837 ließ sich Starck für acht Jahre ein von ihm entwickeltes Verfahren zur Herstellung von Kalkruß patentieren. Seine Produkte verkaufte er auch nach Sachsen, ins Rheinland sowie nach Holland und Belgien.
1841 übernahm sein jüngster Sohn Johann Anton von Starck (1808–1883) die väterlichen Unternehmen. Die Starck`schen Unternehmen wurden 1885 zur Montan- und Industrialwerke A.G., vorm. J.D. Starck mit Sitz in Unter Reichenau vereinigt. Nach dem Tode des Hauptaktionärs Anton Schobloch (1835–1900), eines Großneffen des Johann David Stark und dessen Universalerbe, erwarb im Jahre 1900 der Industrielle und Bankier Isidor Petschek dessen Anteile. Zu Beginn des 20. Jahrhunderts wurde das Unternehmen vollständig von den Prager Petscheks übernommen.